# Aulo Larcio Lepido Sulpiciano
Aulo Larcio Lepido Sulpiciano (in latino: Aulus Larcius Lepidus Sulpicianus; fl. I secolo) è stato un generale e politico romano cavaliere del I secolo d.C. della gens Larcia.

## Biografia
Figlio di Lepido, fu seviro dell'ordine equestre, tribunus militum della legio I Adiutrix, decemviro sulle liti (stlitibus judicandis), quaestor pro praetore della provincia romana di Creta e Cirene, legatus legionis della legio X Fretensis sotto l'Imperatore romano Vespasiano (nel 70), ottenne dona militaria per le imprese compiute durante la prima guerra giudaica sia da Vespasiano padre, sia dal figlio Tito (si trattava di una corona murali vallari aurea, due hastis puris, due vexillis). Ricoprì quindi il ruolo di tribuno della plebe, poi di legatus Augusti pro praetore della provincia di Bitinia e Ponto. Ebbe due figlie di nome Cecinia e Larcia, una moglie di nome Larga.